# Caldecote, Warwickshire
Caldecote är en ort och civil parish i Storbritannien.   Den ligger i grevskapet Warwickshire och riksdelen England, i den södra delen av landet, 150 km nordväst om huvudstaden London. Antalet invånare är 135. Arean är 2,6 kvadratkilometer.
Terrängen i Caldecote är mycket platt.